# Lista de prefeitos de Marataízes
Esta é a lista de prefeitos do município de Marataízes, estado brasileiro do Espírito Santo.
| Nº | Nome                                         | Imagem                                       | Partido                                          | Início do mandato      | Fim do mandato                          | Observações                                                  |
| -- | -------------------------------------------- | -------------------------------------------- | ------------------------------------------------ | ---------------------- | --------------------------------------- | ------------------------------------------------------------ |
| 1  | Ananias Francisco Vieira                     |                                              | Partido da Social Democracia Brasileira PSDB     | 10 de janeiro de 1997  | 31 de dezembro de 2000                  | Primeiro prefeito do município, eleito em sufrágio universal |
| 1  | Ananias Francisco Vieira                     | Partido da Social Democracia Brasileira PSDB | 1° de janeiro de 2001                            | 31 de dezembro de 2004 | Prefeito reeleito em sufrágio universal |                                                              |
| 2  | Antônio Bitencourt                           |                                              | Partido do Movimento Democrático Brasileiro PMDB | 1⁰ de janeiro de 2005  | 31 de dezembro de 2008                  | Prefeito eleito em sufrágio universal                        |
| 3  | Jander Nunes Vidal                           |                                              | Partido da Social Democracia Brasileira PSDB     | 1° de janeiro de 2009  | 31 de dezembro de 2012                  | Prefeito eleito em sufrágio universal                        |
| 3  | Jander Nunes Vidal                           | 1° de janeiro de 2012                        | Partido da Social Democracia Brasileira PSDB     | Sem dados              | Prefeito reeleito em sufrágio universal |                                                              |
| 4  | Robertino Batista da Silva (Tininho Batista) |                                              | Partido Republicano Progressista PRP             | 01 de janeiro de 2017  | 31 de dezembro de 2020                  | Prefeito eleito em sufrágio universal                        |
| 4  | Robertino Batista da Silva (Tininho Batista) | Partido Democrático Trabalhista PDT          | 1° de janeiro de 2017                            | 31 de dezembro de 2024 | Prefeito reeleito em sufrágio universal |                                                              |
| 5  | Antônio Bitencourt                           |                                              | Podemos PODE                                     | 1° de Janeiro de 2025  | Atualidade                              | Prefeito eleito em sufrágio universal                        |